# Constantin Angelescu
Constantin Angelescu (Craiova, 10 de junio de 1869-Bucarest, 14 de septiembre de 1948), político, médico y profesor rumano, reformador de la escuela rumana en el período de entreguerras. 
Desde 1901 hasta el final del período de entreguerras, fue diputado o senador en todas las legislaturas. A partir de enero de 1914, fue miembro del Gobierno en varias ocasiones. Entre el 30 de diciembre de 1933 hasta el 3 de enero de 1934, ocupó interinamente el cargo de presidente del Consejo de Ministros de Rumanía, tras el asesinato de su predecesor por la Guardia de Hierro. 
Fue primer ministro plenipotenciario de Rumanía en Washington, tomando posesión del cargo en enero de 1918.